# Altay (prefektura)
Altay (chiń. 阿勒泰地区; pinyin: Ālètài Dìqū; ujg. ئالتاي ۋىلايىتى, Altay Wilayiti) – prefektura w Chinach, w regionie autonomicnym Sinciang. Siedzibą prefektury jest Altay. W 1999 roku liczyła 592 687 mieszkańców.
Prefektura Altay podlega prefekturze autonomicznej Ili.

## Podział administracyjny
Prefektura Altay podzielona jest na:
- miasto: Altay,
- 6 powiatów: Burqin, Fuyun, Fuhai, Habahe, Qinghe, Jimunai.